# Urapteritra recurvata
Urapteritra recurvata är en fjärilsart som beskrevs av Warren. Urapteritra recurvata ingår i släktet Urapteritra och familjen Uraniidae. Inga underarter finns listade i Catalogue of Life.